# Pierre Lacans
Pas d'image ? Cliquez ici

a Compétitions nationales et continentales officielles uniquement.

b Matchs officiels uniquement.
Pierre Lacans, né le 23 avril 1957 à Lézignan-Corbières (Aude) et mort le 30 septembre 1985 dans un accident de la route près de Narbonne (Aude), est un joueur français de rugby à XIII et international français de rugby à XV.

## Biographie
Pierre Lacans naît le 23 avril 1957 à Lézignan-Corbières dans le département français de l'Aude
Il fait ses débuts dans le rugby par le rugby à XIII au FC Lézignan. En 1976, il joue la finale du Championnat de France avec l'équipe première, perdue contre l'AS Carcassonne. Il remporte également le Challenge Rosemblatt cette année.
Durant son passage au FC Lézignan, il est international junior.
En 1977, encore junior, il opte pour le rugby à XV et l'AS Béziers où il passe dix saisons.
De taille d'1,86 m pour environ 94 kg, il occupe le poste de troisième ligne aile à l'AS Béziers, équipe dont, à partir de 1981, il est le capitaine durant ses quatre dernières saisons au club.
Le 23 novembre 1983, il est invité avec les Barbarians français pour jouer contre l'Australie à Toulon. Les Baa-Baas s'inclinent 21 à 23. L'année suivante, le 1er septembre 1984, il joue de nouveau avec les Barbarians français contre les Harlequins au stade de Twickenham. Les Baa-Baas l'emportent 42 à 20.
Dans la vie civile, il tient un café à Lézignan, « le Conti » (repris en 2009 par Damien Aussaguel), place du marché, ainsi qu'un commerce  tenu par sa mère jusqu'en 2009. 
Le 30 septembre 1985, le lendemain d'une victoire de l'AS Béziers sur la pelouse du RC Narbonne, il meurt dans un accident de la route vers Narbonne. En voulant éviter un véhicule arrêté sur la route, sa voiture percute un platane.
À la suite de son décès, son nom est honoré par un rond-point de Béziers — lieu du siège de son club —, quelques stades français et rues ou avenues héraultaises ainsi que par un trophée national des moins de 15 ans (le Challenge Pierre Lacans) créé en 1987. Une stèle Pierre Lacans est aussi érigée au stade de la Méditerranée.

## Statistiques en équipe nationale
- 6 capes en équipe de France de 1981 à 1984.
- 2 essais, 8 points.
- Tournées disputées : 1980 (Afrique du Sud), 1981 (Australie), 1984 (Nouvelle-Zélande).

## Palmarès

### En rugby à XIII
- Vainqueur du Challenge Rosemblatt en 1976 avec le FC Lézignan.
- Finaliste du Championnat de France en 1976 avec le FC Lézignan.

### En rugby à XV

#### En club
- Vainqueur de la Coupe René-Crabos juniors B en 1977 avec l'AS Béziers.
- Vainqueur du Championnat de France de nationale B en 1977 avec l'AS Béziers.
- Vainqueur du Championnat de France en 1978, 1980, 1981, 1983 et 1984 avec l'AS Béziers.
- Finaliste du Challenge Yves du Manoir en 1980 et 1981 avec l'AS Béziers.

#### En équipe nationale
- Vainqueur du Tournoi des Cinq Nations en 1981 (Grand Chelem) avec l'équipe de France.